# Montana Manning
Pour les articles homonymes, voir Montana et Manning.
Montana Manning, née le 22 novembre 1987 à Londres, est une actrice britannique.

## Biographie
Montana Manning est principalement connue pour son rôle de Jodie Wilde (en) dans la série télévisée Hollyoaks,,.

## Filmographie

### Comme actrice
- 2021 : Un homme en colère (Wrath of Man) de Guy Ritchie : Anna
- 2018 : The Little Secret (court métrage) : Bella
- 2018 : Daddy Issues : Jasmine Jones
- 2018 : Beverly Hills Ghost : Xandra
- 2016 : Miss Beverly Hills Ghost (série télévisée) : Xandra (7 épisodes)
- 2015 : Legacy : Emily
- 2015 : Follower (court métrage) : Riley Gold
- 2011-2012 : Hollyoaks (série télévisée) : Jodie Wilde (19 épisodes)
- 2011 : Demons Never Die : Katie
- 2005 : Harry Potter and the Goblet of Fire : une étudiante Gryffondor

### Comme réalisatrice
- 2018 : The Little Secret (court métrage)

### Comme scénariste
- 2018 : The Little Secret (court métrage)

### Comme productrice
- 2018 : The Little Secret (court métrage)